# Miroslav Vymazal
Miroslav Vymazal (Brno, 9 de  abril de 1952–Bratislava, 18 de octubre de 2002) fue un deportista checoslovaco que compitió en ciclismo en la modalidad de pista, especialista en la prueba de tándem.
Ganó seis medallas en el Campeonato Mundial de Ciclismo en Pista entre los años 1973 y 1979.

## Medallero internacional
| Campeonato Mundial | Campeonato Mundial        | Campeonato Mundial | Campeonato Mundial |
| Año                | Lugar                     | Medalla            | Competición        |
| ------------------ | ------------------------- | ------------------ | ------------------ |
| 1973               | San Sebastián (España)    | Medalla de oro     | Tándem (A)         |
| 1974               | Montreal (Canadá)         | Medalla de oro     | Tándem (A)         |
| 1975               | Rocourt (Bélgica)         | Medalla de plata   | Tándem (A)         |
| 1977               | San Cristóbal (Venezuela) | Medalla de oro     | Tándem (A)         |
| 1978               | Múnich (RFA)              | Medalla de oro     | Tándem (A)         |
| 1979               | Ámsterdam (Países Bajos)  | Medalla de bronce  | Tándem (A)         |